# Myloplus schomburgkii
Cá chim móc câu (Danh pháp khoa học: Myleus schomburgkii) là một loài cá nước ngọt trong họ Serrasalmidae thuộc bộ cá chép mỡ Characiformes phân bố tại Nam Mỹ. Cá chim móc câu được tìm thấy trong các lưu vực sông Amazon, sông Nanay, trên lưu vực sông Orinoco ở Brazil, Peru, Venezuela, và có thể trong Suriname. Một số nơi còn gọi Cá chim móc câu là cá hồng câu, cá váy tím. 

## Đặc điểm
Cá chim móc câu có sọc màu đen giữa thân là dòng họ của cá pacus và piranha. Cá chim móc câu khi trưởng thành đạt được kích thước đến 40 cm (16 in). Độ pH thích hợp 5,0-7,0 và nhiệt độ 23-27 °C (73-81 °F). Cá chim móc câu chủ yếu ăn các loại trái cây, cá nhỏ, động vật giáp xác, sò, ốc. Cá chim móc câu được nuôi làm cá cảnh, thậm chí giá của chúng là khá cao và hiếm thấy bán trên thị trường. Cần phân biệt rõ các loài cá móc câu, có các loại ăn thịt ở Việt Nam khác hẳn với các loại nhập từ người ngoài. Loại cá móc câu ở Việt Nam dùng để làm thịt không có giá trị, trong khi đó một số loại cá móc câu nhập từ nước ngoài về thị lại hiếm, đẹp và có giá trị để nuôi làm cảnh.